# پطروس هایکازیان
پطروس هایکازیان (ارمنی: Պետրոս Ասատուրի Հայկազյան؛ زادهٔ ۱۹ دسامبر ۱۹۲۴ - ۵ مارس ۲۰۱۸) نوازنده ویولن اهل ارمنستان بود.

## زندگی‌نامه
وی در ۱۹ دسامبر ۱۹۲۴ در گیومری به دنیا آمد و از کنسرواتوار دولتی کومیتاس ایروان فارغ‌التحصیل گشت. وی برنده جوایزی همچون مدال موسس خورناتسی (۲۰۰۱) hy:ՀԽՍՀ վաստակավոր մանկավարժ (1987), Հայրենիքին մատուցած ծառայությունների համար» 2-րդ աստիճանի մեդալ (2014) است. وی در ۵ مارس ۲۰۱۸ در سن ۹۳ سالگی درگذشت و در آرامستان مرکزی ایروان (توخماخ) به خاک سپرده شد.